# Marco temporal

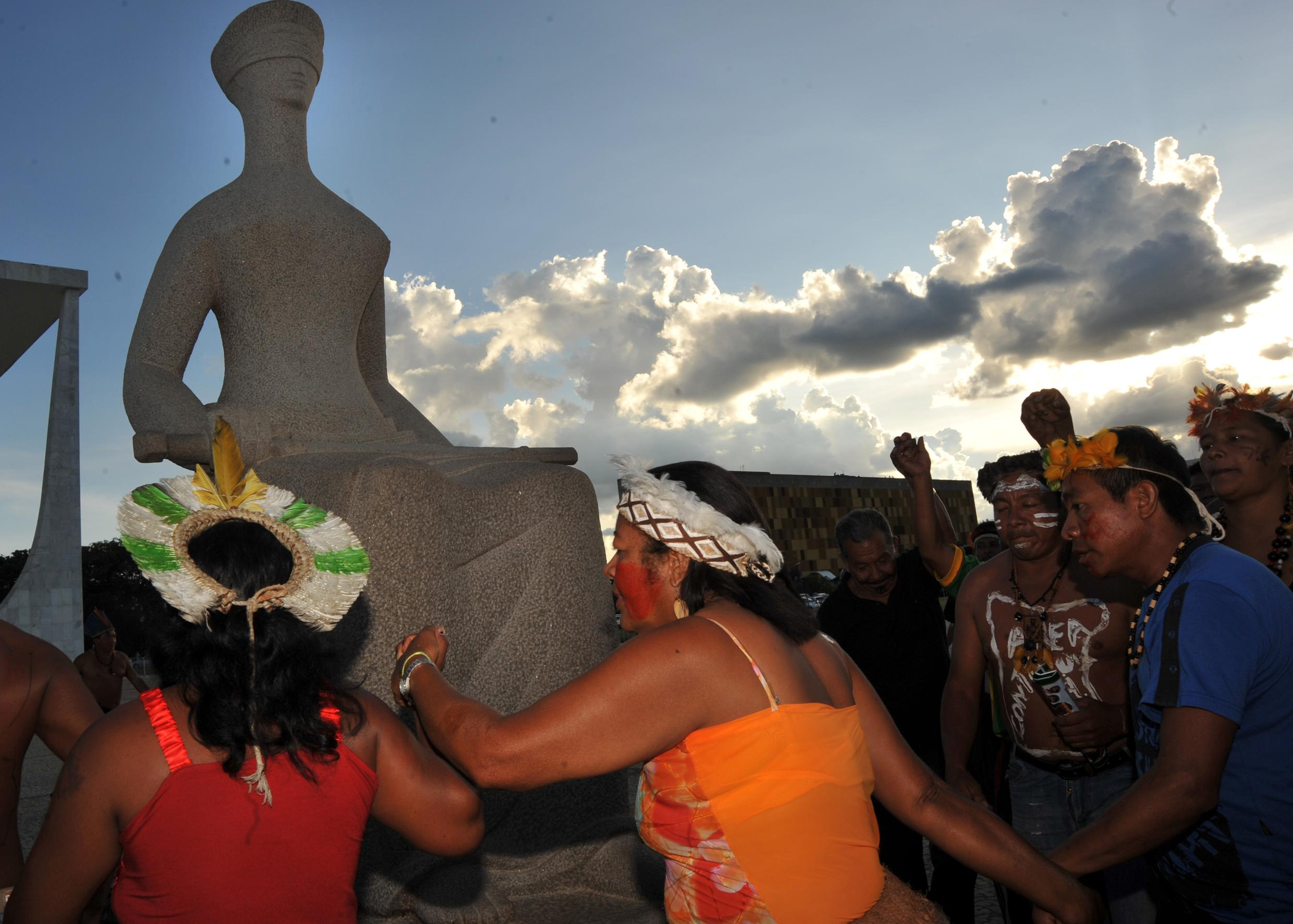
Indigeni di fronte a A Justiça, in una manifestazione nel giorno del verdetto del caso Raposa Serra do Sol emesso dal Supremo Tribunal Federal, 19 marzo 2009

Il Marco Temporali (traducibile grosso modo con "limite temporale") delle terre indigene, detto anche tesi di Copacabana, è una tesi giuridica costruita giursprudenzialmente nella sentenza sul caso Raposa Serra do Sol, emessa dal Supremo Tribunal Federal (STF) del Brasile nel 2009. In tale decisione, il tribunale stabilì che l'articolo della Costituzione che garantisce l'usufrutto delle terre tradizionalmente occupate dagli indigeni brasiliani dovesse essere interpretato come se si riferisse alle sole terre possedute dal 5 ottobre 1988, giorno in cui fu promulgata la Costituzione medesima.
La tesi fu proposta dal giudice Menezes Direito, assieme ad altre condizioni volte a dare maggiore certezza giuridica al processo di demarcazione delle terre indigene. Il nome "tesi di Copacabana" viene da un commento del giudice Gilmar Mendes alla sentenza del 2014 che riaffermò il Marco Temporali: "Certo, a Copacabana c'erano sicuramente degli indiani a un certo punto; Avenida Atlântica era sicuramente popolata da indiani. Se adottiamo la tesi sostenuta in questo parere, possiamo salvare questi appartamenti a Copacabana, senza dubbio, perché ci sarà sicuramente stata una proprietà indiana ad un certo punto".
In seguito, in embargos declaratórios, l'STF ha finito per chiarire che le condizioni si applicavano solo a quel caso specifico. Tuttavia, durante il governo di Michel Temer, sulla base di un parere della Advocacia-Geral da União (AGU), il precedente della Raposa Serra do Sol è stato considerato vincolante per tutti i processi di demarcazione delle terre indigene.
Dal 2019, la questione tornò alla ribalta con la sentenza del ricorso straordinario 1.017.365, un caso in cui era in discussione il riconoscimento di una zona rivendicata dal popolo indigeno xokleng nella Riserva biologica di Sassafrás, in Santa Catarina. L'STF riconobbe la "ripercussione generale" del caso, il che significa che quanto deciso avrebbe costituito un precedente per l'intero sistema giudiziario brasiliano. Per decisione del giudice relatore del caso, Edson Fachin, tutti i procedimenti di demarcazione delle terre indigene furono sospesi fino alla fine della pandemia di Covid-19 o fino alla sentenza definitiva di un ricorso straordinario.
L'AGU sostenne la tesi che, secondo il procuratore generale Bruno Bianco, [il Marco Temporali] aveva costruito "linee guida e garanzie per la promozione dei diritti degli indigeni e per garantire la regolarità della demarcazione delle loro terre". La Procura Federale (MPF) si espresse contro il marco. Il Procuratore Generale Augusto Aras dichiarò che "per ragioni di certezza giuridica, l'identificazione e la delimitazione delle terre tradizionalmente occupate dagli indios deve essere fatta caso per caso, applicando a ciascun fatto la norma costituzionale in vigore in quel momento".
Anche l'ex presidente Jair Bolsonaro si espresse a favore del quadro normativo, affermando che se l'STF avesse deciso di cambiarlo, sarebbe stato "un duro colpo per il nostro agroalimentare, con ripercussioni interne quasi catastrofiche, ma anche all'estero".
Il primo voto della sentenza, espresso dal relatore Edson Fachin, fu contrario alla creazione di un marco. Il giudice affermò che la decisione di Raposa Serra do Sol, invece di pacificare la questione, paralizzò le demarcazioni e inasprì i conflitti; inoltre dichiarò che "dire che Raposa Serra do Sol è un precedente per l'intera questione indigena significa rendere impraticabili le altre etnie indigene". Il secondo voto fu espresso dal giudice Nunes Marques, che si espresse a favore della tesi: "Una teoria che difende i confini della terra come soggetti a un processo permanente di recupero del possesso dovuto all'espropriazione ancestrale apre la porta a conflitti di ogni tipo senza alcuna prospettiva di pacificazione".
Il processo fu sospeso il 15 settembre 2021, quando il giudice Alexandre de Moraes chiese di vedere il caso. Il 20 settembre 2023, l'STF riprese il processo e, il giorno successivo, formò una maggioranza per cassare il Marco Temporali.